# Kasa Branca
Kasa Branca é um filme de drama brasileiro de 2025 dirigido e escrito por Luciano Vidigal e estrelado por Big Jaum, Diego Francisco, Ramon Francisco e Teca Pereira, numa trama que acompanha um adolescente negro da periferia do Rio de Janeiro que, ao descobrir que sua avó está em fase terminal da doença de Alzheimer, decide, com a ajuda de seus amigos  proporcionar a ela momentos finais dignos e felizes.
Kasa Branca teve sua première nacional no Festival do Rio em 5 de outubro de 2024 e foi lançado nos cinemas do Brasil em 30 de janeiro de 2025 pela Vitrine Filmes. Conta ainda com as atuações de Gi Fernandes, Babu Santana, Otávio Muller e Roberta Rodrigues no elenco. O filme foi muito bem recebido, tanto por sua contribuição para ampliar a representação das comunidades periféricas no cinema quanto pela sua ousadia estética. Enquanto a maioria dos críticos enaltece sua sensibilidade e inovação, as críticas construtivas apontaram para a necessidade de uma narrativa mais uniforme.
No Festival do Rio, Kasa Branca foi agraciado com quatro prêmios: Melhor Direção de Ficção para Luciano Vidigal, Melhor Ator Coadjuvante para Diego Francisco, Melhor Fotografia e Melhor Trilha Sonora. Com isso, Vidigal tornou-se o primeiro diretor negro a vencer na categoria de Melhor Direção na competição principal de longas de ficção do festival carioca.

## Premissa
O filme conta a história de Dé (Big Jaum), um adolescente negro da periferia da Chatuba, no Rio de Janeiro, que precisa cuidar de sua avó, Dona Almerinda (Teca Pereira), que está com Alzheimer em fase terminal. Sem o apoio de uma família tradicional, ele assume essa responsabilidade e, com a ajuda de seus dois melhores amigos, Adrianim (Diego Francisco) e Martins (Ramon Francisco), luta para transformar os últimos dias da avó em momentos de alegria. Mesmo enfrentando dificuldades financeiras e um sistema de saúde precário, os três se unem e demonstram como a amizade e o cuidado mútuo podem fazer a diferença na vida de uma comunidade. Essa história simples mostra que, mesmo em meio a desafios diários, o afeto e a solidariedade podem trazer esperança e dignidade.

## Elenco
- Big Jaum como Dé
- Teca Pereira como Dona Almerinda
- Diego Francisco como Adriano (Adrianim)
- Ramon Francisco como Martins
- Gi Fernandes como Talita
- Daniel Braga como Policial Noronha
- Babu Santana
- Roberta Rodrigues
- Ingrid Ranieri
- Kibba

## Produção
Produzido pela TV Zero, Kasa Branca é o primeiro longa-metragem de ficção dirigido individualmente por Luciano Vidigal, cineasta oriundo da comunidade do Vidigal, no Rio de Janeiro. Antes deste projeto, Vidigal havia codirigido filmes como 5x Favela: Agora por Nós Mesmos e o documentário Cidade de Deus: 10 Anos Depois.

### Concepção edesenvolvimento
A ideia para Kasa Branca surgiu a partir de uma história real próxima ao diretor. Vidigal inspirou-se na vivência de um amigo da família para criar a narrativa de Dé, um adolescente negro da periferia da Chatuba, em Mesquita, que enfrenta a fase terminal da doença de Alzheimer de sua avó, Dona Almerinda. O diretor buscou retratar de forma autêntica e sensível a realidade da Baixada Fluminense, destacando a importância do afeto e da humanização dos personagens negros.

### Filmagens

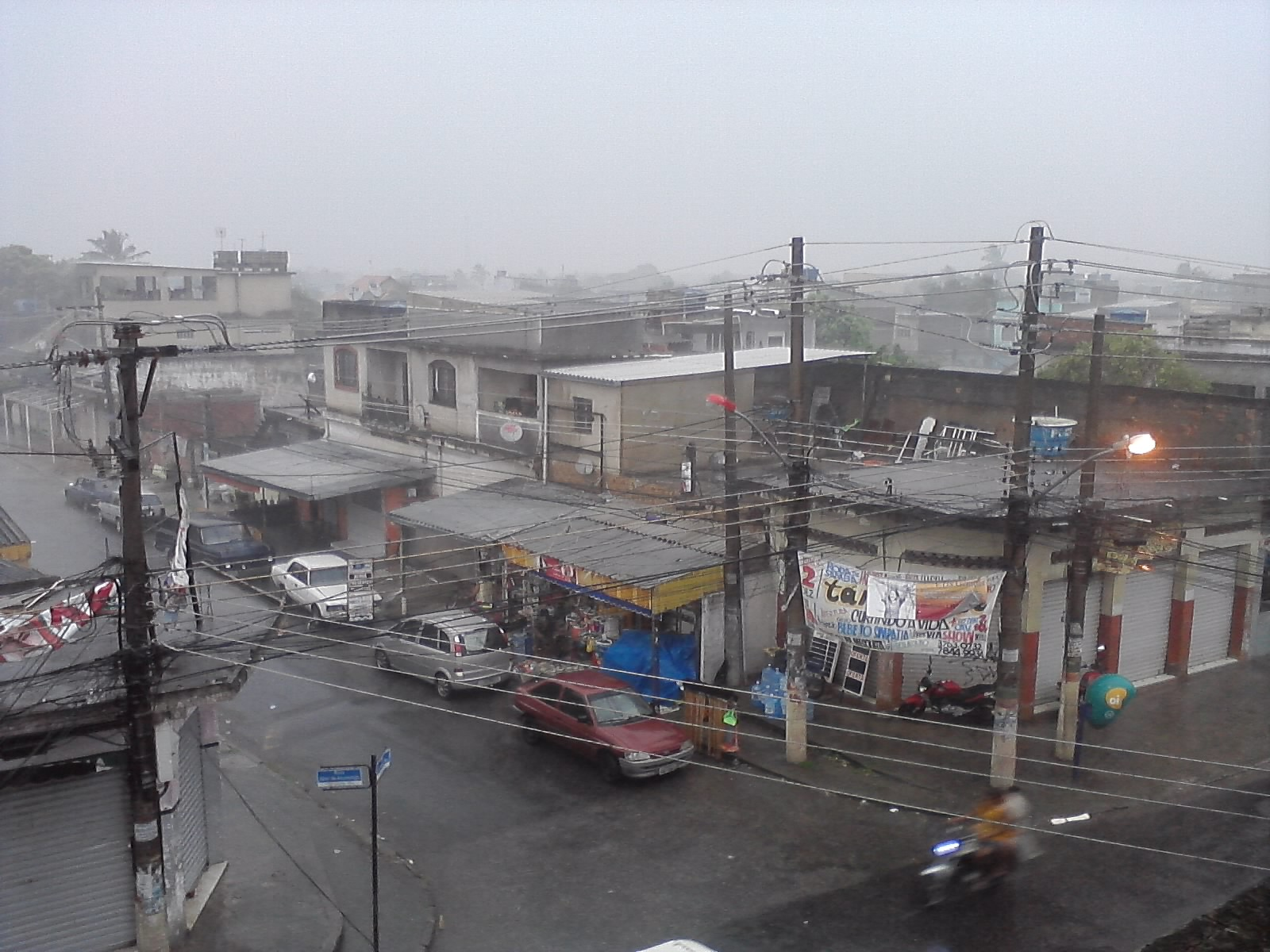
Chatuba foi local de gravações do filme.

As filmagens ocorreram em locações na Baixada Fluminense, especificamente na comunidade da Chatuba, em Mesquita. Vidigal enfatizou a relevância de filmar na Baixada, uma região que, segundo ele, é pouco explorada pelo cinema carioca. A escolha das locações visou trazer autenticidade à narrativa e valorizar as paisagens e a cultura locais.
O elenco é composto majoritariamente por atores negros e inclui tanto talentos emergentes quanto nomes consagrados. Big Jaum interpreta o protagonista Dé, enquanto Teca Pereira assume o papel de Dona Almerinda. O filme também conta com as atuações de Diego Francisco, Ramon Francisco, Gi Fernandes, Babu Santana, Roberta Rodrigues, Otávio Muller, Guti Fraga, DJ Zullu e L7nnon. Essa diversidade no elenco reflete o compromisso do diretor em promover representatividade e autenticidade na tela.
A direção de fotografia, a cargo de Arthur Sherman, buscou capturar a essência da periferia carioca, utilizando uma paleta de cores e uma iluminação que ressaltam tanto a beleza quanto os desafios do cotidiano dos personagens. A abordagem visual complementa a narrativa, enfatizando a dualidade entre a dureza da realidade e a ternura das relações humanas.
Kasa Branca destaca-se por sua abordagem sensível e humanizada da vida na periferia, oferecendo uma perspectiva que foge dos estereótipos comumente associados a essas comunidades. O filme enfatiza o afeto e a solidariedade como formas de resistência, apresentando uma narrativa que celebra a vida e as relações humanas em meio às adversidades.

## Lançamento
Kasa Branca teve sua estreia nacional no Festival do Rio em 2024, onde foi amplamente reconhecido. Internacionalmente, o filme estreou no Festival de Torino, na Itália, e integrou a programação da 48ª Mostra Internacional de Cinema de São Paulo. Além disso, participou do 17º Encontro de Cinema Negro Zózimo Bulbul e do Festival Janela do Recife, onde recebeu o Prêmio João Carlos Sampaio para Filmes Finíssimos que Celebram a Vida.
O longa foi exibido no Fest Aruanda, no Festival de Brasília e na Mostra de Petrópolis. Em novembro de 2024, Kasa Branca foi consagrado como o grande vencedor da 11ª Mostra de Cinema de Gostoso, recebendo o Prêmio Mistika e DOT, além do Prêmio do Público na Mostra Competitiva.
Como primeiro filme a estrear com o selo da Sessão Vitrine Petrobras, Kasa Branca chegou aos cinemas em 30 de janeiro de 2025. O longa integrou um dos principais projetos de distribuição de filmes nacionais dos últimos anos, uma iniciativa da Vitrine Filmes que promove a exibição conjunta de produções brasileiras de alta qualidade e com forte presença de valores humanos.

## Recepção

### Reposta da crítica
De modo geral, Kasa Branca foi muito bem recebido pela crítica especializada, sendo celebrado por sua abordagem autêntica e sensível da vida na periferia carioca, mesmo havendo algumas ressalvas quanto à construção narrativa. O sucesso em festivais internacionais, como o Festival de Torino e a Mostra Internacional de Cinema de São Paulo, reforçou a opinião de que Kasa Branca não só se destaca pelo conteúdo, mas também pela sua capacidade de emocionar e conectar com diversas audiências. O portal Gshow ressaltou a repercussão positiva do filme, que ganhou diversos prêmios e indicações, o que evidencia seu apelo e relevância.
Diversos críticos elogiaram o filme por romper com os estereótipos tradicionais. A autenticidade na representação da vida na Baixada Fluminense e o protagonismo de personagens negros foram destacados como elementos inovadores e de grande relevância cultural. Um artigo da Metrópoles chegou a definir o filme como "uma obra prima do cinema nacional", ressaltando a qualidade estética e o olhar sensível do diretor Luciano Vidigal.A direção de fotografia, que enfatiza a dualidade entre as adversidades e a beleza cotidiana das comunidades periféricas, foi apontada como um dos pontos altos da obra. Críticos de veículos como O Globo destacaram que essa abordagem visual reforça a mensagem do filme e contribui para a renovação do cinema que retrata a realidade das periferias.
O crítico do site Papo de Cinema, escreveu que, no fim das contas, a sinopse de Kasa Branca estabelece o tom para um filme que é, simultaneamente, comovente e esperançoso. Ela nos lembra que, mesmo diante da dor da perda iminente, a celebração da vida e a valorização dos vínculos humanos podem transformar momentos de tristeza em experiências repletas de significado. Ao seguir Dé e seus amigos em sua jornada, o filme propõe uma visão onde o amor e a amizade são as verdadeiras forças transformadoras capazes de enfrentar as duras realidades do cotidiano.
Embora a autenticidade e o conteúdo social do filme tenham sido amplamente elogiados, algumas críticas surgiram no que diz respeito à sua estrutura narrativa. Conforme apontado por críticos de portais como o Vertentes do Cinema, a experiência emocional do espectador, embora intensa, pode ser fragmentada por uma construção de roteiro que, em alguns momentos, parece desarticulada. Essa perspectiva ressalta que, apesar de sua excelência estética e temática, o filme poderia ter se beneficiado de um ritmo mais coeso. Outros comentaristas observaram que o experimentalismo adotado pelo diretor pode não agradar a todos os públicos, especialmente aqueles acostumados a narrativas mais lineares. Essa pluralidade de opiniões demonstra que o filme, ao mesmo tempo que inova e desafia, também convida a debates sobre os limites e possibilidades do cinema contemporâneo brasileiro.

### Prêmios e indicações
| Lista de prêmios e indicações              | Lista de prêmios e indicações | Lista de prêmios e indicações                | Lista de prêmios e indicações | Lista de prêmios e indicações | Lista de prêmios e indicações |
| Premiação                                  | Data da cerimônia             | Categoria                                    | Indicação                     | Resultado                     | Ref.                          |
| ------------------------------------------ | ----------------------------- | -------------------------------------------- | ----------------------------- | ----------------------------- | ----------------------------- |
| Festival do Rio                            | 13 de outubro de 2024         | Melhor Direção de Ficção                     | Luciano Vidigal               | Venceu                        | [ 5 ]                         |
| Festival do Rio                            | 13 de outubro de 2024         | Melhor Ator Coadjuvante                      | Diego Francisco               | Venceu                        | [ 5 ]                         |
| Festival do Rio                            | 13 de outubro de 2024         | Melhor Direção de Fotografia                 | Arthur Sherman                | Venceu                        | [ 5 ]                         |
| Festival do Rio                            | 13 de outubro de 2024         | Melhor Som                                   | Guga Bruno e Fernando Aranha  | Venceu                        | [ 5 ]                         |
| Janela Internacional de Cinema do Recife   | 8 de novembro de 2024         | Prêmio Filmes Finíssimos que Celebram a Vida | Kasa Branca                   | Venceu                        | [ 12 ]                        |
| Mostra de Cinema de Gostoso                | 26 de novembro de 2024        | Melhor Filme (juri popular)                  | Kasa Branca                   | Venceu                        | [ 12 ]                        |
| Festival Internacional de Cinema de Torino | 30 de novembro de 2024        | Melhor Filme                                 | Kasa Branca                   | Indicado                      | [ 13 ]                        |
| Fest Aruanda do Audiovisual Brasileiro     | 11 de dezembro de 2024        | Grande Prêmio do Júri                        | Kasa Branca                   | Venceu                        | [ 14 ]                        |
| Fest Aruanda do Audiovisual Brasileiro     | 11 de dezembro de 2024        | Melhor Filme (juri popular)                  | Kasa Branca                   | Venceu                        | [ 14 ]                        |
| Fest Aruanda do Audiovisual Brasileiro     | 11 de dezembro de 2024        | Melhor Atriz Coadjuvante                     | Teca Pereira                  | Venceu                        | [ 14 ]                        |
| Fest Aruanda do Audiovisual Brasileiro     | 11 de dezembro de 2024        | Prêmio Abraccine                             | Kasa Branca                   | Venceu                        | [ 14 ]                        |